# Platja de Sitges (Joaquim de Miró)
Platja de Sitges és una pintura sobre tela feta per Joaquim de Miró Argenter el ca .1885 i que es troba conservada actualment a la Biblioteca Museu Víctor Balaguer, amb el número de registre 3819.

## Descripció
Vista de la platja de Sitges, amb el mar al marge esquerre i la línia de petites cases de pescadors a la meitat dreta. Diferents barques de pesca estan barades a la sorra. Una d'elles, l'única que té la vela llatina plegada, està isolada al costat esquerre de la franja central de la composició, la resta estan aparcades en filera, davant de les casetes. En primer terme trobem una dona treballant a la sorra, agenollada, d'esquena, i amb el cap cobert amb un mocador ocre, junt a dos coves de vímet i a una cadira tombada.

## Inscripció
Al quadre es pot llegir la inscripció J.Miró.